# Tettius Julianus
Lucius  Tettius Julianus (1ste eeuw na Chr.) was een Romeins generaal en gouverneur.

## Levensloop
Tettius Julianus had een militaire loopbaan en na een conflict met generaal Marcus Aponius Saturninus werd hij overgeplaatst naar Numidië waar hij de functie van legatus vervulde (81-82). In 83 was hij kortstondig consul suffectus onder keizer Domitianus (81-96).
Na de Romeinse nederlaag tijdens de Slag bij Tapae (86) werd de Romeinse provincie Moesië opgesplitst in Moesia superior en Moesia inferior. Tettius Julianus werd aangesteld als gouverneur van Moesia superior (88-90) en kreeg als opdracht de invallende Daciërs terug te dringen, met succes. In 89 werd er met koning Decebalus vrede gesloten.